# Pleoscutula
Pleoscutula is een monotypisch geslacht van schimmels uit de familie Spirographaceae. Het bevat alleen Pleoscutula pleiospora.